# La guerre du pétrole n'aura pas lieu
La guerre du pétrole n'aura pas lieu es una película dramática marroquí de 1975 dirigida por Souheil Ben-Barka. Ingresó en el noveno Festival Internacional de Cine de Moscú.

## Elenco
- Claude Giraud como Toumer.
- Philippe Léotard como Padovani.
- Sacha Pitoëff como Essaan.
- Assan Ganouni como Hendas.
- George Ardisson como Trudot (como Giorgio Ardisson).
- Claudio Gora como Stockell.
- David Markham como Thomson.
- Henryk Wodzinski como Kreis.